# 库什尼察
48°27′6″N 23°15′29″E / 48.45167°N 23.25806°E
库什尼察是烏克蘭西部的村莊，隸屬外喀爾巴阡州的胡斯特區。該村始建於1318年，面積36.2平方公里，海拔高度242米，2010年人口6,100。